# Sekondi Eleven Wise FC
Sekondi Eleven Wise Football Club w skrócie Sekondi Eleven Wise FC – ghański klub piłkarski grający niegdyś w ghańskiej pierwszej lidze, mający siedzibę w mieście Sekondi-Takoradi.

## Sukcesy
- Premier League[1]:
  - mistrzostwo (1): 1960/1961

- Puchar Ghany[2]:
  - zwycięzca (1): 1982
  - finalista (1): 1976

## Występy w afrykańskich pucharach
| Sezon | Rozgrywki                 | Runda       | Kraj                         | Klub           | Dom | Wyjazd | Dwumecz |
| ----- | ------------------------- | ----------- | ---------------------------- | -------------- | --- | ------ | ------- |
| 1980  | Puchar Zdobywców Pucharów | 1           | Republika Środkowoafrykańska | Sodiam Sports  | 3–0 | 1–0    | 4–0     |
| 1980  | Puchar Zdobywców Pucharów | 2           | Kamerun                      | Dynamo Duala   | 2–1 | 1–1    | 3–2     |
| 1980  | Puchar Zdobywców Pucharów | ćwierćfinał | Algieria                     | NA Hussein Dey | 1–1 | 1–4    | 2–5     |

## Stadion
Domowe mecze klub rozgrywa na stadionie o nazwie Sekondi-Takoradi Stadium w Sekondi-Takoradi. Stadion może pomieścić 16000 widzów.

## Reprezentanci kraju grający w klubie od 1958 roku
Stan na styczeń 2023.
| - Edward Acquah - Prince Opoku Agyemang - Anthony Annan - Isaac Salifu Ansah - John Antwi - Ebenezer Assifuah - Rahim Ayew - John Baker - Emmanuel Clottey | - Joe Hendricks - Odartey Lawson - Justice Moore - Daniel Quaye - Ebo Smith - John Nketia Yawson - Sam Ayew Yeboah - Gardiehbey Zeo |